# 76e régiment d'infanterie (France)
Pour les articles homonymes, voir 76e régiment.

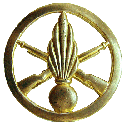
insigne de béret d'infanterie

Le 76e régiment d'infanterie (76e RI) est un régiment d'infanterie de l'Armée de terre française, à double héritage, créé sous la Révolution à partir du régiment de Lullin de Châteauvieux, un régiment d'infanterie suisse au service du royaume de France, et du 1er régiment d'infanterie légère créé à partir des chasseurs royaux de Provence.

## Création et différentes dénominations
Le 76e régiment d’infanterie a la particularité, comme tous les régiments d’infanterie portant un numéro entre le 76e et le 99e, d’être l'héritier des traditions de deux régiments : le 76e régiment d'infanterie de ligne et le 1er régiment d'infanterie légère.
- 1er janvier 1791 : à la Révolution, tous les régiments prennent un nom composé du nom de leur arme avec un numéro d'ordre donné selon leur ancienneté. Le régiment de Lullin de Châteauvieux devient le 76e régiment d'infanterie de ligne (ci-devant Lullin de Châteauvieux) ;
- 1793 : amalgamé il prend le nom de 76e demi-brigade de première formation
- 12 septembre 1796 : reformé en tant que 76e demi-brigade de deuxième formation
- 24 septembre 1803 : renommé 76e régiment d'infanterie de ligne
- 16 juillet 1815 : comme l'ensemble de l'armée napoléonienne, il est licencié à la Seconde Restauration.
- 1820 : Lors de la réorganisation des corps d'infanterie français en 1820, le 76e régiment d'infanterie de ligne n'est pas créé et le no 76 disparait jusqu'en 1854.
- En 1854, l'infanterie légère est transformée, et ses régiments sont convertis en unités d'infanterie de ligne, prenant les numéros de 76 à 100. Le 2e régiment d'infanterie légère prend le nom de 76e régiment d'infanterie de ligne.

### 1870 à 1914

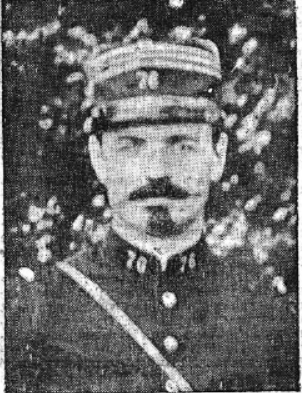
Le capitaine Clément Loubet du 76e régiment d'infanterie, vers 1902.

## Colonels/chef de brigade
- 1794 : chef de brigade Nicolas Goré
- 1807 : colonel Faure-Lajonquière, mortellement blessé à la bataille de Friedland[2]
- 1807 : colonel Jean Chemineau (**)
- 1811 : colonel Louis Chabert (*)
- 1814 : colonel Pierre Dereix
- 1857 : colonel Jean Gérard Louis Béchon de Caussade
- 1868 - 1877 : colonel Alphonse Brice
- 1878 - 1881 : colonel Adolphe Gueytat (**)
- 1903-1906 : colonel Baptiste Faurie (**)
- 21 mai 1914 - 18 mai 1915 : colonel Cottez.
- 1980 - 1982 : colonel d'Aviau de Ternay
- 1982 - 1984 : colonel Hersart de La Villemarqué
- 1984 - 1986 : colonel de Hédouville
- 1986 - 1988 : colonel Bernard Payer
- (en 1988 le 76e RI est renommé 24e RI et reste à Vincennes)
- 1988 - 1989 : colonel Carré
- 3 décembre 1988 - 2 septembre 1991 : lieutenant-colonel Bibal

## Historique des garnisons, combats et batailles du76eRI

### Ancien Régime
- août 1790 : en garnison à Nancy, le régiment se mutine les deux autres régiments de la ville. L’affaire de Nancy dure un mois.

### Guerres de la Révolution et de l'Empire

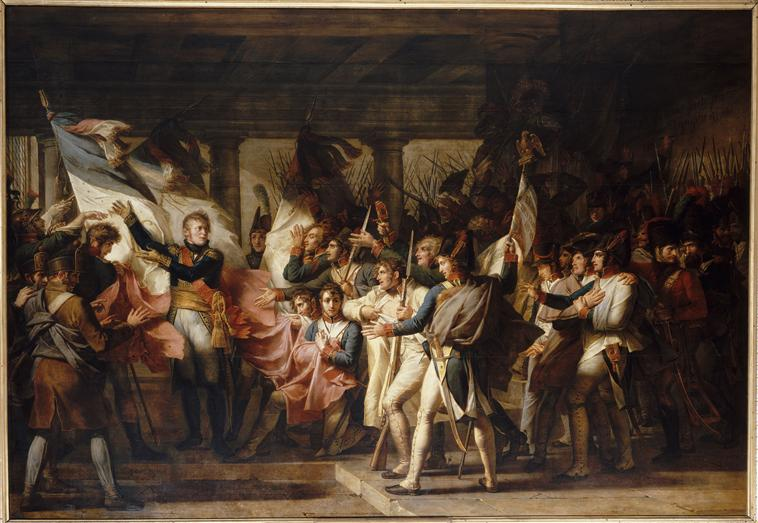
Le maréchal Ney remet aux soldats du 76e régiment de ligne, leurs drapeaux retrouvés à l'arsenal d'Inspruck le 7 novembre 1805, Charles Meynier, 1808, Musée de l'Histoire de France (Versailles).

- Drapeau colonelle du 76e régiment d'infanterie de ligne de 1791 à 1793

- 1799 : bataille de Stockach

- 1805 : campagne d'Autriche
  - Bataille d'Elchingen

- 1807 :
  - 8 février : bataille d'Eylau
  - 14 juin : bataille de Friedland

- 1813 : campagne d'Allemagne

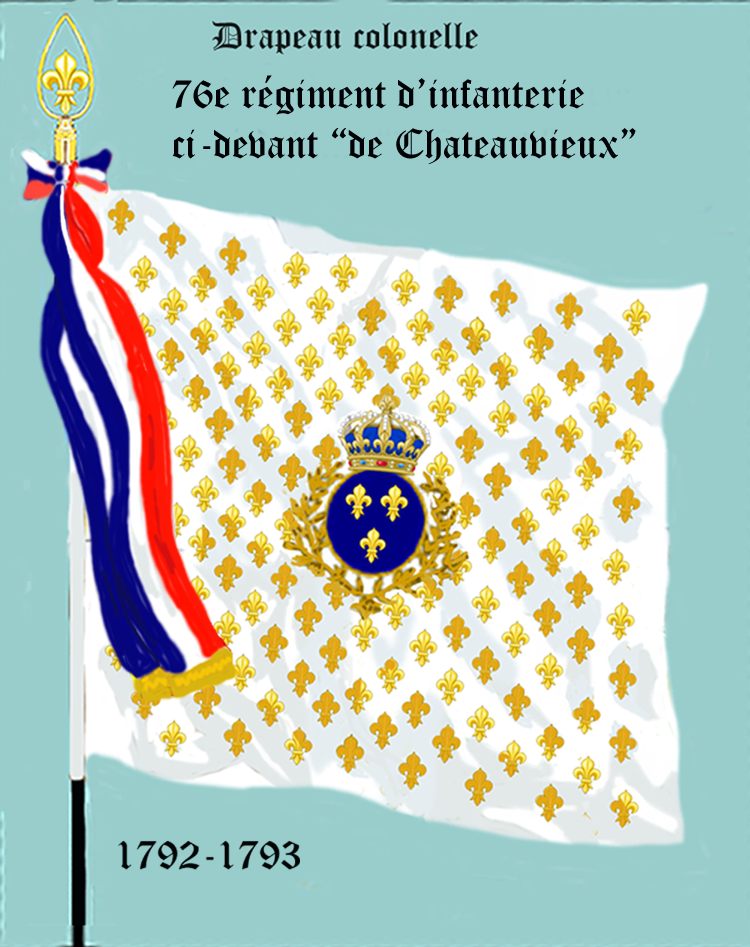
Drapeau colonelle du d'infanterie de ligne de 1791 à 1793

  - 16-19 octobre : Bataille de Leipzig
- 1814 : guerre d'indépendance espagnole
  - 27 février : bataille d'Orthez

### Second Empire

Grenadier du en 1860.

Le décret du 24 octobre 1854 réorganise les régiments d'infanterie légère les corps de l'armée française. À cet effet le 1er régiment d'infanterie légère prend le numéro 76 et devient le 76e régiment d'infanterie de ligne.
- Guerre franco-prussienne de 1870
  - Bataille de Forbach-Spicheren

### Première Guerre mondiale
Casernement en 1914 : Paris; Coulommiers; Sevran.
20e brigade d'infanterie ; 10e division d'infanterie ; 5e corps d'armée.
Rattachements :
- 10e division d'infanterie d'août 1914 à juin 1915 puis à la 125e division d'infanterie jusqu'en novembre 1918.

#### 1914
Mogeville, retraite des armées…, bataille de la Marne…, Argonne.

#### 1915
Argonne…, prise de Vauquois…

#### 1916
Bataille de Bouchavesnes-bergen, Somme

#### 1917
L'Aine… chemin des dames…

#### 1918
Oise ( Bataille du Matz ), Marne, Ardennes, Champagne.
- Pas de citations au régiment.

### Seconde Guerre mondiale
N'a pas existé.

### 1945 à nos jours
...
1972 - Fort de Vincennes
1973 - Fort de Vincennes
...
1976 - Fort de Vincennes

## Drapeau
Brodées en lettres d'or dans ses plis, il porte les inscriptions :
- Ulm 1805
- Iéna 1806
- Friedland 1807
- Solférino 1859
- Vauquois 1915
- La Somme 1916

Des pièces encombrantes
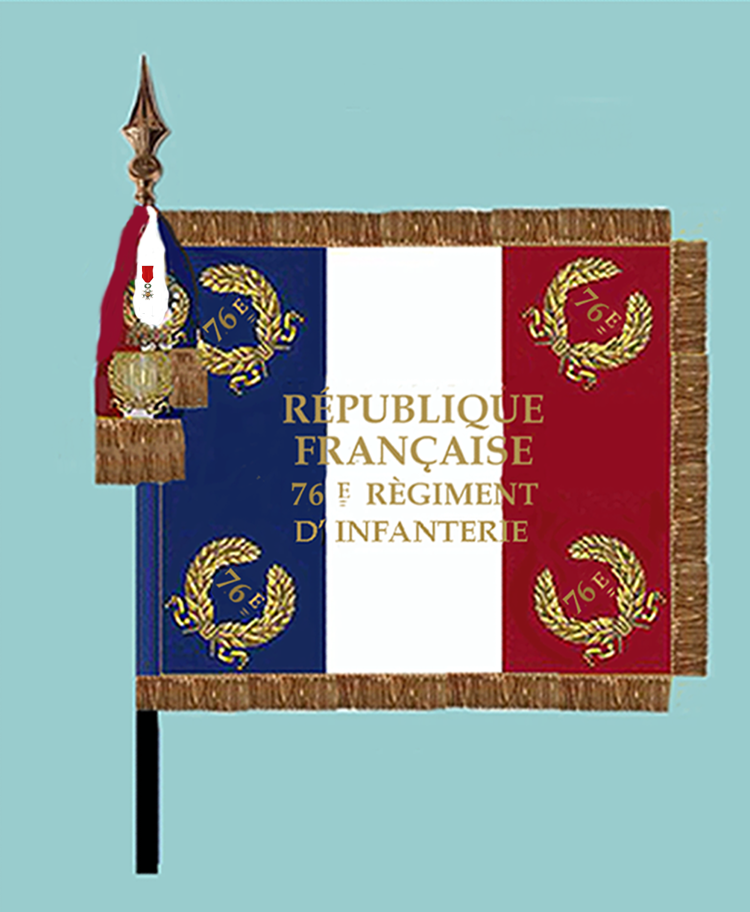
Avers
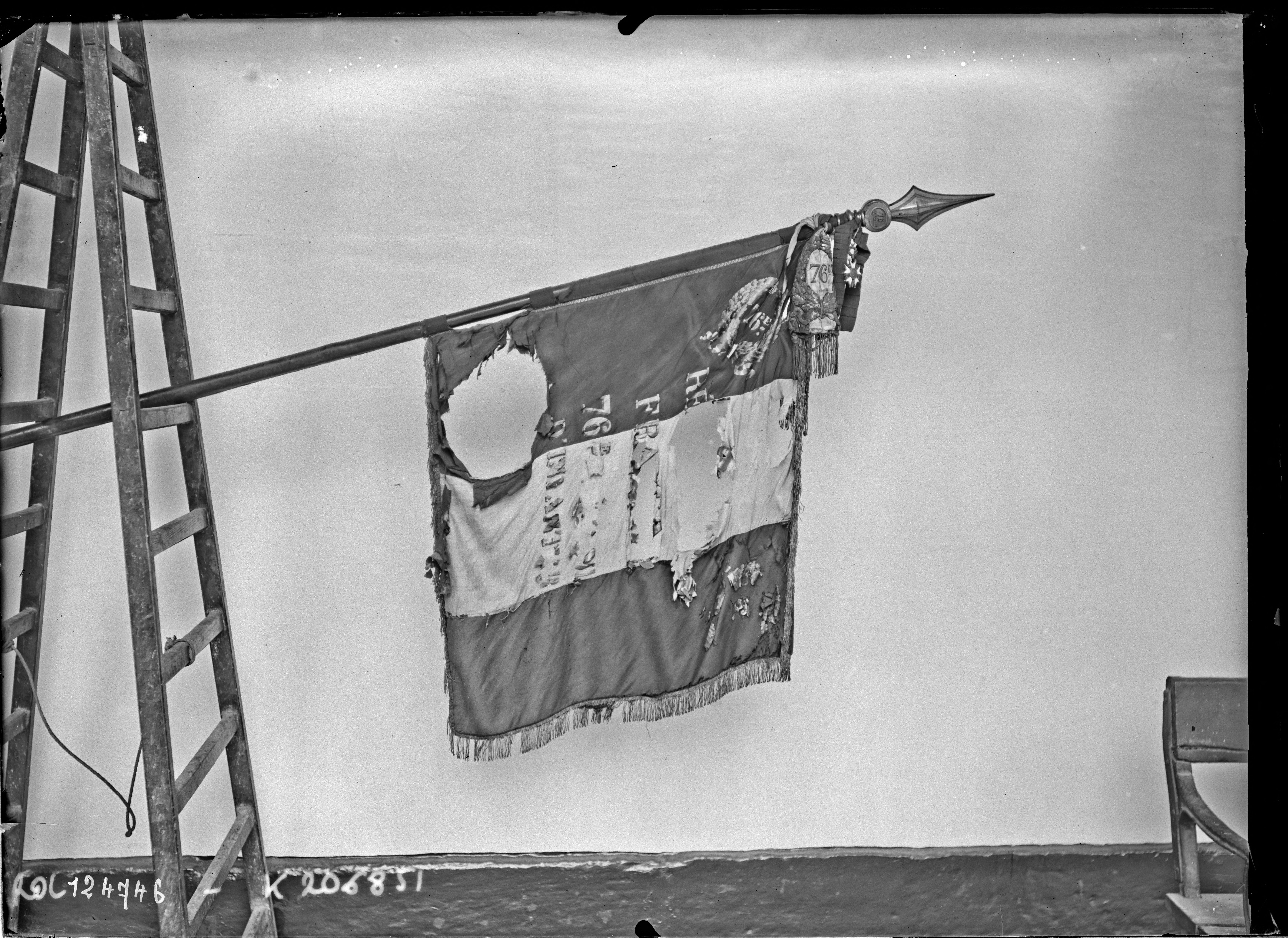
Le drapeau en lambeaux, en 1927
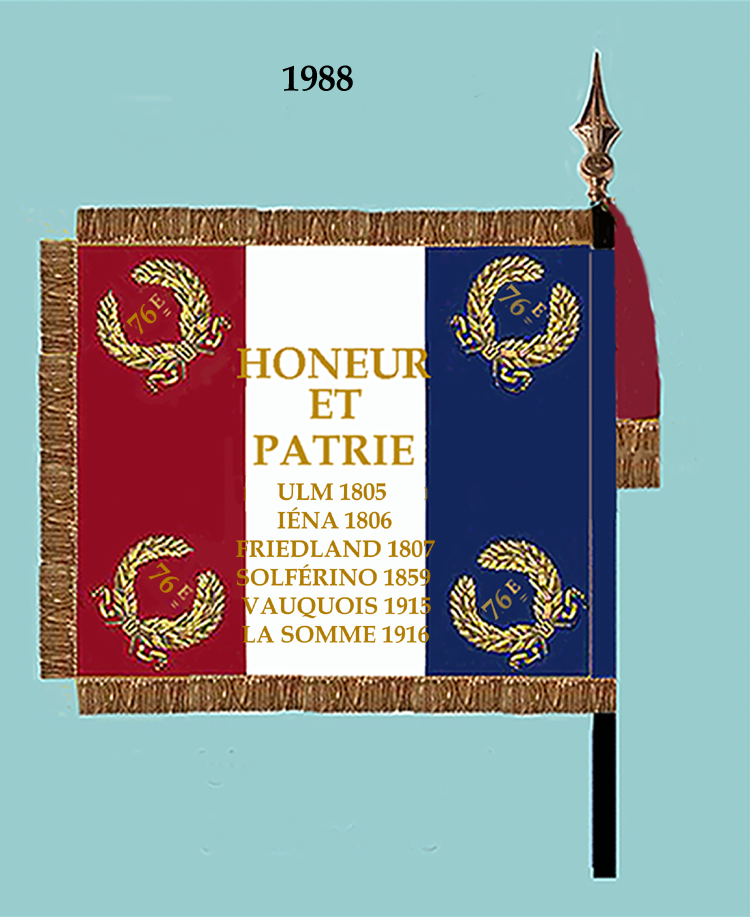
Revers

## Décorations
Sa cravate est décorée de la Légion d'honneur,.

## Personnalités ayant servi au76eRI
- Jacques Lecapitaine (1765-1815), général de la Révolution française et du Premier Empire
- Jean Chemineau (1771-1852), général de la Révolution et de l’Empire
- Paul Maistre, (1858-1922), général de division
- Marcel Proust (1871-1922), écrivain
- Charles Péguy (1873-1914) a servi comme Lieutenant de réserve au régiment dérivé, le 276e RI et est mort pour la France à la tête de sa section le 5 septembre 1914 à Villeroy (Seine-et-Marne). Un mémorial a été élevé sur le lieu de sa mort.
- François Baron (1888-1914), poète mort pour la France
- Éric Damain (né en 1956), acteur

## Sources et bibliographies
- Archives militaires du Château de Vincennes.
- À partir du Recueil d'historiques de l'infanterie française (Général Andolenko - Eurimprim 1969).
- Un régiment à travers l'histoire, le 76e, ex-1er léger, par Henri Victor Dollin du Fresnel.